# Colțea Boekarest
Colțea Boekarest was een Roemeense voetbalclub uit de hoofdstad Boekarest.

## Geschiedenis
De club werd in 1913 opgericht door studenten en was de eerste club uit Boekarest die enkel Roemenen opstelde. De reeds bestaande clubs uit Boekarest, Olimpia, Colentina, Bukarester FC en Cercul Athletic, werden door buitenlandse arbeiders opgericht en ook door hen gedomineerd. 
Colțea nam deel aan de Roemeense kampioenschappen, die toen nog in bekervorm beslecht werden, maar zonder succes. Nadat Roemenië een aanzienlijk deel grondgebied bij had gekregen voor het Verdrag van Trianon in 1920 werd er ook een afdeling opgericht in de stad Brașov, onder de naam Colțea Brașov. Deze club zou in 1928 de Roemeense landstitel binnen halen. 
Na 1921 slaagde de club er niet meer in zich voor het kampioenschap te plaatsen omdat de concurrentie uit Boekarest te sterk geworden was. De club speelde in een competitie met clubs uit de hoofdstad, die gelijkgesteld kan worden aan de derde klasse. Na de Tweede Wereldoorlog werd de club ontbonden.